# Beau Taylor
Beau Taylor (* 1. Februar 1991 in Manly) ist ein australischer Eishockeyspieler und -trainer, der seit 2011 bei den Newcastle North Stars in der Australian Ice Hockey League unter Vertrag steht und außerdem im Südhalbkugelsommer seit 2017 für die Daysland Northstars in der North Central Hockey League auf dem Eis steht.

## Karriere
Beau Taylor begann seine Karriere bei den Central Coast Rhinos, für die er bereits als 16-Jähriger in der Australian Ice Hockey League debütierte. Seit 2011 steht er bei den Newcastle North Stars unter Vertrag, mit denen er 2015 und 2016 Australischer Meister wurde.
Seit 2007 spielt Taylor im Südhalbkugelsommer in Nordamerika, wo er zunächst in verschiedenen Jugendteams spielte. Nachdem er 2013 und 2014 mit der Mannschaft des Selkirk Colleges die British Columbia Ice Hockey League gewonnen hatte, wechselte er zum Team der University of Alberta-Augustana, mit der er in der Canadian Colleges Athletic Association spielte. Seit 2017 spielt er für die Daysland Northstars in der North Central Hockey League, die er 2018 gewinnen konnte.

### International
Für Australien nahm Taylor erstmals bei der Weltmeisterschaft 2017 in der Division II an einem großen Turnier teil. Auch 2018 spielte er in der Division II.

## Erfolge und Auszeichnungen
- 2013 Meister der Columbia Ice Hockey League mit dem Selkirk College
- 2014 Meister der Columbia Ice Hockey League mit dem Selkirk College
- 2015 Australischer Meister mit den Newcastle North Stars
- 2016 Australischer Meister mit den Newcastle North Stars
- 2018 Gewinn der North Central Hockey League mit den Daysland Northstars